# Kaori Ishikawa
Kaori Ishikawa (石川香織, Ishikawa Kaori), née le 10 mai 1984, est une femme politique japonaise, représentant la préfecture d'Hokkaidō à la Chambre des représentants du Japon pour le Parti démocrate japonais. 

## Jeunesse et carrière pré-électorale
Ishikawa naît le 10 mai 1984, à Yokohama. Elle commence sa carrière dans le journalisme, après ses études de philosophie à l'Université du Sacré-Coeur (en). Elle se spécialise dans les commentaires sportifs pour la chaîne Nippon BS Broadcasting,.
Après son mariage, elle déménage à Obihiro, la ville natale de son mari et comprise dans la circonscription de ce dernier.

## Carrière électorale
Elle se présente en 2017 aux élections législatives japonaises de la même année, avec le soutien du parti démocrate-constitutionnel,, dans la onzième circonscription de Hokkaidō, auparavant représentée à la Diète du Japon par son mari Tomohiro Ishikawa (en),. Elle est opposée à Yūko Nakagawa, représentante sortante de la circonscription. Elle remporte l'élection contre Nakagawa, cette dernière ayant vu sa campagne battre de l'aile à la suite de la révélation d'une affaire d'adultère. Ce duel entre les deux femmes reçoit une attention nationale, car elles se battent pour le même siège qui a été occupé précédemment par leurs maris respectifs, qui s'opposaient également pour ce siège depuis quinze ans,.
Elle se présente à sa succession lors des élections législatives japonaises de 2021, où elle s'oppose à nouveau à Yūko Nakagawa. Ishikawa remporte à nouveau les élections et conserve son siège, bien que Nakagawa remporte cette fois un siège à la relance proportionnelle,. Ishikawa est de nouveau réélue en 2024.

## Prises de position
Comme la majorité des représentants démocrates, elle s'oppose à une révision de la constitution du Japon. Elle est également opposée à l'utilisation de l'énergie nucléaire, qu'elle soit militaire ou civile, et souhaite favoriser grandement les énergies renouvelables.
Du point de vue international, elle est également favorable à un renforcement des mesures de sanction prises par le Japon à l'encontre de la Russie, à la suite du conflit opposant cette dernière à l'Ukraine.
Ishikawa se déclare également favorable à la légalisation du mariage homosexuel au Japon, ainsi qu'à une plus grande sensibilisation liées aux problématiques LGBT au sein de l'éducation. Elle se déclare également favorable à l'introduction de quotas en politique, pour favoriser l'accès aux femmes à des postes plus importants.

## Vie privée
Ishikawa s'est mariée à Tomohiro Ishikawa (en) en 2011, après seulement 5 mois de relation, lui aussi représentant de la onzième circonscription de Hokkaidō de 2009 à 2012, et est mère de deux enfants,. 

## Controverses
Son mari, Tomohiro Ishikawa (en), étant frappé d'inéligibilité à la suite de scandales financiers, Kaori Ishikawa est régulièrement accusée par l'opposition de n'être qu'un substitut de son mari.